# Álbuns digitais número um nos Estados Unidos em 2011
Este anexo lista os álbuns número um na Hot Digital Albums em 2011. A tabela musical classifica os álbuns digitais mais bem vendidos nos Estados Unidos. A tabela é publicada pela revista Billboard e os dados são recolhidos pela Nielsen SoundScan.

## Histórico
| Data            | Álbum                          | Artista(s)                              | Vendas aproximadas | Referência(s) |
| --------------- | ------------------------------ | --------------------------------------- | ------------------ | ------------- |
| 1 de Janeiro    | Tron: Legacy                   | Daft Punk                               | N/A                | [ 1 ]         |
| 8 de Janeiro    | Recovery                       | Eminem                                  | 137 mil            | [ 2 ]         |
| 15 de Janeiro   | Tron: Legacy                   | Daft Punk                               | 54 mil             | [ 3 ]         |
| 22 de Janeiro   | Tron: Legacy                   | Daft Punk                               | 34 mil             | [ 4 ]         |
| 29 de Janeiro   | Showroom of Compassion         | Cake                                    | 44 mil             | [ 5 ]         |
| 5 de Fevereiro  | The King Is Dead               | The Decemberists                        | 94 mil             | [ 6 ]         |
| 12 de Fevereiro | Mission Bell                   | Amos Lee                                | 40 mil             | [ 7 ]         |
| 19 de Fevereiro | Barton Hollow                  | The Civil Wars                          | N/A                | [ 8 ]         |
| 26 de Fevereiro | Sigh No More                   | Mumford & Sons                          | 49 mil             | [ 9 ]         |
| 5 de Março      | Sigh No More                   | Mumford & Sons                          | 133 mil            | [ 10 ]        |
| 12 de Março     | 21                             | Adele                                   | 352 mil            | [ 11 ]        |
| 19 de Março     | 21                             | Adele                                   | 168 mil            | [ 12 ]        |
| 26 de Março     | Lasers                         | Lupe Fiasco                             | 204 mil            | [ 13 ]        |
| 2 de Abril      | Endgame                        | Rise Against                            | 85 mil             | [ 14 ]        |
| 9 de Abril      | Songs for Japan                | Vários Artistas                         | 68 mil             | [ 15 ]        |
| 16 de Abril     | Femme Fatale                   | Britney Spears                          | 276 mil            | [ 16 ]        |
| 23 de Abril     | Songs for Japan                | Vários Artistas                         | 51 mil             | [ 17 ]        |
| 30 de Abril     | Wasting Light                  | Foo Fighters                            | 235 mil            | [ 18 ]        |
| 7 de Maio       | 21                             | Adele                                   | 156 mil            | [ 19 ]        |
| 14 de Maio      | 21                             | Adele                                   | 124 mil            | [ 20 ]        |
| 21 de Maio      | Hot Sauce Committee Part Two   | Beastie Boys                            | 128 mil            | [ 21 ]        |
| 28 de Maio      | 21                             | Adele                                   | 156 mil            | [ 22 ]        |
| 4 de Junho      | 21                             | Adele                                   | 137 mil            | [ 23 ]        |
| 11 de Junho     | Born This Way                  | Lady Gaga                               | 662 mil            | [ 24 ]        |
| 18 de Junho     | Codes And Keys                 | Death Cab For Cutie                     | 102 mil            | [ 25 ]        |
| 25 de Junho     | The Book of Mormon             | Elenco Original de Gravação da Broadway | 61 mil             | [ 26 ]        |
| 2 de Julho      | Hell: The Sequel               | Bad Meets Evil                          | 171 mil            | [ 27 ]        |
| 9 de Julho      | Bon Iver                       | Bon Iver                                | 104 mil            | [ 28 ]        |
| 16 de Julho     | 4                              | Beyoncé                                 | 310 mil            | [ 29 ]        |
| 23 de Julho     | 21                             | Adele                                   | 79 mil             | [ 30 ]        |
| 30 de Julho     | All of You                     | Colbie Caillat                          | 70 mil             | [ 31 ]        |
| 6 de Agosto     | Back to Black                  | Amy Winehouse                           | 37 mil             | [ 32 ]        |
| 13 de Agosto    | Chief                          | Eric Church                             | 145 mil            | [ 33 ]        |
| 20 de Agosto    | Young Love                     | Mat Kearney                             | 44 mil             | [ 34 ]        |
| 27 de Agosto    | Watch the Throne               | Jay Z & Kanye West                      | 436 mil            | [ 35 ]        |
| 3 de Setembro   | Watch the Throne               | Jay Z & Kanye West                      | 117 mil            | [ 36 ]        |
| 10 de Setembro  | Hell On Heels                  | Pistol Annies                           | 44 mil             | [ 37 ]        |
| 17 de Setembro  | Tha Carter IV                  | Lil Wayne                               | 362 mil            | [ 38 ]        |
| 24 de Setembro  | 1                              | The Beatles                             | 60 mil             | [ 39 ]        |
| 1 de Outubro    | Own The Night                  | Lady Antebellum                         | 347 mil            | [ 40 ]        |
| 8 de Outubro    | Unbroken                       | Demi Lovato                             | 96 mil             | [ 41 ]        |
| 15 de Outubro   | Cole World: The Sideline Story | J. Cole                                 | 218 mil            | [ 42 ]        |
| 22 de Outubro   | Clear as Day                   | Scotty McCreery                         | 197 mil            | [ 43 ]        |
| 29 de Outubro   | Evanescence                    | Evanescence                             | 127 mil            | [ 44 ]        |
| 5 de Novembro   | 21                             | Adele                                   | 106 mil            | [ 45 ]        |
| 12 de Novembro  | Mylo Xyloto                    | Coldplay                                | 447 mil            | [ 46 ]        |
| 19 de Novembro  | Ceremonials                    | Florence + The Machine                  | 105 mil            | [ 47 ]        |
| 26 de Novembro  | Blue Slide Park                | Mac Miller                              | 144 mil            | [ 48 ]        |
| 3 de Dezembro   | Take Care                      | Drake                                   | 695 mil            | [ 49 ]        |
| 10 de Dezembro  | Talk That Talk                 | Rihanna                                 | 197 mil            | [ 50 ]        |
| 17 de Dezembro  | Christmas                      | Michael Bublé                           | 293 mil            | [ 51 ]        |
| 24 de Dezembro  | El Camino                      | The Black Keys                          | 206 mil            | [ 52 ]        |
| 31 de Dezembro  | Christmas                      | Michael Bublé                           | 448 mil            | [ 53 ]        |